# Hollow Knight: Silksong
Hollow Knight: Silksong é um futuro jogo de ação e aventura metroidvania desenvolvido e publicado pela Team Cherry para Windows, macOS, Linux, Nintendo Switch, Xbox One, Xbox Series X/S, PlayStation 4, e PlayStation 5. Foi anunciado em 14 de fevereiro de 2019 como uma sequência do jogo Hollow Knight, de 2017. Posteriormente, foi anunciado no Nintendo Switch 2 Direct, com data de lançamento prevista para o ano de 2025.

## Jogabilidade
Hollow Knight: Silksong será um jogo de ação e aventura 2D metroidvania, que se passará em um reino assombrado habitado por insetos.
A jogabilidade é muito semelhante à de seu antecessor, com o jogador controlando a Hornet, uma criatura insectoide que empunha uma agulha com uma linha para combater os inimigos. Durante sua aventura, Hornet encontra muitas criaturas hostis, com o jogo planejando apresentar mais de 165 inimigos diferentes. Hornet também encontrará vários NPCs amigáveis.

## Trama
Hornet é capturada e levada para o reino desconhecido de Pharloom, que se diz ser "assombrado por Seda e Música". Hornet deve subir ao topo do reino para chegar em uma fortaleza brilhante a fim de descobrir por que ela foi trazida para este reino estranho. Durante o caminho, Hornet enfrenta vários oponentes poderosos incluindo cavaleiros, guerreiros e assassinos.

## Desenvolvimento
Hollow Knight: Silksong foi anunciado em 14 de fevereiro de 2019 em um trailer e com um vídeo do diário do desenvolvedor compartilhando mais informações sobre o jogo. O lançamento foi inicialmente planejado para Microsoft Windows, macOS, Linux, e Nintendo Switch.
Originalmente, Hornet foi planejada como um segundo personagem jogável a ser incluído em uma DLC para Hollow Knight, financiado como uma campanha no Kickstarter. Eventualmente, devido ao crescente âmbito do projeto a Team Cherry decidiu expandir a DLC para uma sequência completa. Durante o processo, a Team Cherry revelou algumas das animações dos personagens de Hornet e Assassino de Aço Sharpe, um vilão do jogo.
Os desenvolvedores lançaram uma atualização sobre o jogo em março de 2019, compartilhando descrições e imagens de personagens que aparecerão no Silksong. Eles agradeceram aos fãs do jogo por apoiá-los em relação ao anúncio da sequência.
Em dezembro de 2019, a Team Cherry lançou uma prévia da trilha sonora do jogo, composta por Christopher Larkin, bem como uma atualização sobre o número total de inimigos desenvolvidos atualmente, com foco em um trio descrito como "membros de uma suíte acadêmica".
Em maio de 2021, Matthew Griffin, da equipe de marketing e publicação da Team Cherry, anunciou no Discord que não haveria notícias do Silksong na E3 2021.
Em um artigo da PC Gamer de fevereiro de 2022, o codiretor da Team Cherry, William Pellen, confirmou que o jogo ainda estava em desenvolvimento apesar da falta de notícias desde dezembro de 2019 e disse que mais detalhes sobre o jogo serão revelados conforme o jogo chegar mais perto do lançamento.
Um novo trailer para o jogo foi revelado no Xbox & Bethesda Games Showcase de junho de 2022, revelando que será lançado no Xbox Game Pass no dia de lançamento, sendo disponibilizado pelo serviço para PC e Xbox Series X/S. Embora que nenhuma data de lançamento tenha sido anunciada pela Team Cherry, a Xbox confirmou em um tweet que o jogo estaria disponível no prazo de 12 meses, antes de 12 de junho de 2023. Entretanto, em maio de 2023, Matthew Griffin declarou que "tinham planejado lançar no primeiro semestre de 2023, mas o desenvolvimento ainda está continuando", adiando o lançamento do jogo.
Em setembro de 2022, a Sony confirmou em um tweet que o jogo também virá aos consoles PlayStation 4 e PlayStation 5.

## Recepção
Em maio de 2022, Hollow Knight: Silksong foi premiado como o "Jogo Mais Antecipado" pela Unity.